# Okaw Creek
Okaw Creek är ett vattendrag i Kanada.   Det ligger i provinsen Manitoba, i den centrala delen av landet, 2 000 km nordväst om huvudstaden Ottawa.